# 一ノ割駅

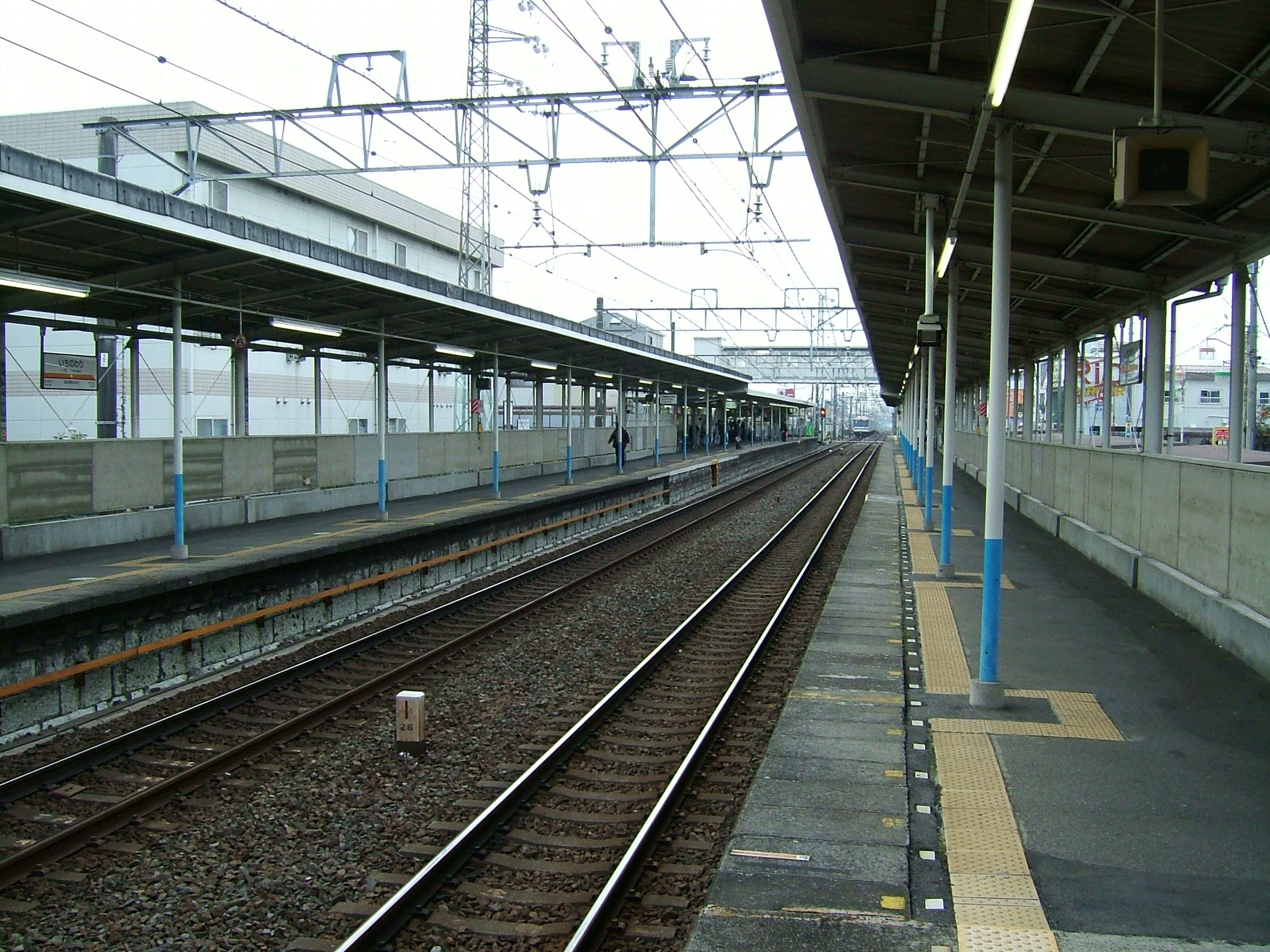
ホーム（2008年11月）

一ノ割駅（いちのわりえき）は、埼玉県春日部市一ノ割一丁目にある、東武鉄道伊勢崎線の駅である。「東武スカイツリーライン」の愛称区間に含まれている。駅番号はTS 26。

## 歴史
- 1926年（大正15年）10月1日：開設[1]。
- 2011年（平成23年）12月8日：発車メロディ導入。
- 2012年（平成24年）3月17日：TS 26の駅ナンバリング導入。
- 2013年（平成25年）3月16日：ダイヤ改正に伴い、日中の区間準急廃止[2]。日中は東京メトロ日比谷線直通列車のみ運行となり、浅草駅発着列車は朝と夜の時間帯のみの運行となった[2]。

## 駅構造
10両編成対応相対式ホーム2面2線を有する地上駅。駅舎は上りホーム（浅草駅方面）側にあり、下りホーム（東武動物公園駅方面）とは地下道の他、エレベーター利用客専用跨線橋で連絡している。
東京メトロ半蔵門線・東急田園都市線への直通列車は、準急運行時間帯の朝・深夜のみ当駅へ停車する。

### のりば
| 番線 | 路線                   | 方向 | 行先 |
| ---- | ---------------------- | ---- | --- |
| 1    | 東武スカイツリーライン | 上り | 新越谷・北千住・とうきょうスカイツリー・浅草・ 日比谷線 中目黒・ 半蔵門線 渋谷・ 東急田園都市線 中央林間方面 |
| 2    | 東武スカイツリーライン | 下り | 春日部・東武動物公園・ 伊勢崎線 久喜・ 日光線 南栗橋方面                                                     |

- 上記路線名は旅客案内上の名称（「東武スカイツリーライン」は愛称）で表記している。

## 利用状況
2024年度（令和6年度）の1日平均乗降人員は16,354人である。
近年の1日平均乗降人員の推移は以下の通り。
| 年度               | 一日平均 乗降人員 | 出典       |
| ------------------ | ----------------- | ---------- |
| 1960年（昭和35年） | 1,297             |            |
| 1965年（昭和40年） | 2,744             |            |
| 1970年（昭和45年） | 8,105             |            |
| 1975年（昭和50年） | 13,545            |            |
| 1980年（昭和55年） | 15,251            |            |
| 1985年（昭和60年） | 16,595            |            |
| 1990年（平成02年） | 19,494            |            |
| 1998年（平成10年） | 19,615            |            |
| 1999年（平成11年） | 19,334            |            |
| 2000年（平成12年） | 19,211            |            |
| 2001年（平成13年） | 19,084            |            |
| 2002年（平成14年） | 18,633            |            |
| 2003年（平成15年） | 18,576            |            |
| 2004年（平成16年） | 18,493            |            |
| 2005年（平成17年） | 18,393            |            |
| 2006年（平成18年） | 18,557            |            |
| 2007年（平成19年） | 18,591            |            |
| 2008年（平成20年） | 18,411            |            |
| 2009年（平成21年） | 18,100            |            |
| 2010年（平成22年） | 17,928            |            |
| 2011年（平成23年） | 17,931            |            |
| 2012年（平成24年） | 18,311            |            |
| 2013年（平成25年） | 18,510            |            |
| 2014年（平成26年） | 18,310            |            |
| 2015年（平成27年） | 18,513            |            |
| 2016年（平成28年） | 18,371            |            |
| 2017年（平成29年） | 18,469            |            |
| 2018年（平成30年） | 18,440            | [ 東武 3 ] |
| 2019年（令和元年） | 18,063            | [ 東武 4 ] |
| 2020年（令和02年） | 14,153            | [ 東武 5 ] |
| 2021年（令和03年） | 14,841            | [ 東武 6 ] |
| 2022年（令和04年） | 15,577            | [ 東武 7 ] |
| 2023年（令和05年） | 16,139            | [ 東武 8 ] |
| 2024年（令和06年） | 16,354            | [ 東武 1 ] |

## 駅周辺

### 東口
- マルエツ一の割店
- 春日部中央総合病院
- 光仁会春日部厚生病院
- 春日部市立緑小学校
- 春日部市立緑中学校

### 西口
- 川口信用金庫一ノ割支店
- 春日部一ノ割郵便局
- 呑竜幼稚園

## その他
当駅付近はかつて「市野割村」と称されていた。当駅開設時に「一ノ割」へ改名した。

## 隣の駅
東武鉄道
 東武スカイツリーライン
■急行・■区間急行
通過
■準急・■区間準急・■普通
武里駅 (TS 25) - 一ノ割駅 (TS 26) - 春日部駅 (TS 27)